# 日東工業
日東工業株式会社（にっとうこうぎょう、英称：NITTO KOGYO CORPORATION）は、愛知県長久手市に本社を置く分電盤などの電気機器メーカー。

## 概要
1944年（昭和19年）創業の電気機器メーカーである。同社の分電盤やキャビネットは国内トップシェア。
2009年（平成21年）には豊田自動織機とハイブリッド車向けの充電スタンドを共同開発した。

## 沿革
- 1944年（昭和19年） - 鈴木製陶所を日東航空工業所とし、愛知航空機（現愛知機械工業）の下請けとなる。
- 1948年（昭和23年） - 日東工業株式会社として愛知県瀬戸市に創業。
- 1967年（昭和42年） - 愛知県愛知郡長久手村に名古屋工場 新設。
- 1970年（昭和45年） - 名古屋工場のある長久手村に本社を移転。
- 1974年（昭和49年） - 菊川工場 新設。
- 1981年（昭和56年）1月 - 名古屋証券取引所市場第二部に株式を上場[1]。
- 1983年（昭和58年） - 浜松工場（現在の磐田工場）新設。
- 1988年（昭和63年） - 菊川物流センター 新設。
- 1990年（平成2年） - 東京証券取引所市場第二部に株式を上場。
- 1992年（平成4年） 
  - 研究開発センター 新設。　
  - 中津川工場 新設。
  - 佐賀厳木工場 新設（現在の唐津工場）。
- 1996年（平成8年） - 東京証券取引所市場第一部、名古屋証券取引所市場第一部上場。
- 1997年（平成9年） - 花巻工場（現在の東北日東工業株式会社）新設。
- 2000年（平成12年） - 全生産工場でISO9001認証を取得。
- 2001年（平成13年） - 全拠点でISO14001認証を取得。
- 2008年（平成20年） - 掛川工場 新設。
- 2019年（平成31年） - 北川工業株式会社を、株式公開買付けにより子会社化[2]。株式会社キャドテックと日東スタッフ株式会社を吸収合併[3]。
- 2024年（令和6年） - 4月に瀬戸市八床町の新工場が操業開始、本社機能のみ長久手市に残る予定[4]。

## 事業所
- 本社 - 愛知県長久手市蟹原2201番地
- 瀬戸工場 - 愛知県瀬戸市八床町22-4
- 菊川工場 - 静岡県菊川市
- 磐田工場 - 静岡県磐田市
- 掛川工場 - 静岡県掛川市
- 中津川工場 - 岐阜県中津川市
- 唐津工場 - 佐賀県唐津市
- 栃木野木工場 - 栃木県下都賀郡野木町
- 研究開発センター - 愛知県長久手市
- 菊川ラボラトリ - 静岡県菊川市
- 営業所 - 全国45か所の営業所がある。

## 主な製品
- 分電盤
- 高圧受電設備
- 安全ブレーカー
- 漏電ブレーカー
- キャビネット
- 充電スタンド

## 関連会社

### 国内グループ会社
- 北川工業株式会社
- 東北日東工業株式会社
- 株式会社新愛知電機製作所
- 株式会社大洋電機製作所
- サンテレホン株式会社
- 株式会社ECADソリューションズ
- 南海電設株式会社

### 海外グループ会社
- 日東工業（中国）有限公司（中国）
- ELETTO（THAILAND）CO.,LTD（タイ）
- NITTO KOGYO BM（THAILAND）CO., LTD.（タイ）
- Gathergates Group Pte Ltd（シンガポール）